# Zora pumila
Zora pumila är en spindelart som först beskrevs av Nicholas Marcellus Hentz 1850.  Zora pumila ingår i släktet Zora och familjen taggfotsspindlar. Inga underarter finns listade i Catalogue of Life.